# Vespadelus vulturnus
Vespadelus vulturnus — вид родини лиликових.

## Середовище проживання
Цей вид є ендеміком південно-східної Австралії, включаючи острів Тасманію. Його висотний діапазон від рівня моря до 1100 м над рівнем моря, але він найбільш поширений нижче 400 м. Цей вид пов'язаний з помірним змішаним лісом, а також сухим і мокрим склерофільним лісом. Лаштує сідала в дуплах дерев і дахах будівель. 

## Поведінка, відтворення
У материнських колоніях від 20 чоловік до 120 особин, самці спочивають окремо. Самиці народжують одне дитинча навесні (жовтень-листопад). Самиці стають статевозрілими в перший рік а самці в їх другий рік. 

## Морфологія
Цей крихітний кажан має блідо-сіре або коричневе хутро. Шкіра на обличчі, ногах і передпліччях, як правило, рожева. Дорослі зазвичай важать від 2,5 до 5 гр. Розмах крил може досягати 15 см і довжина тіла до 5 см. Самиці трохи більші за самців.

## Загрози та охорона
Здається, немає серйозних загроз для цього виду. Цей вид, як відомо, зустрічаються в багатьох природоохоронних територіях.